# 蛇 (象徵)

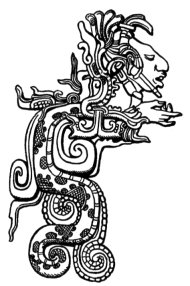
瑪雅Vision Serpent

蛇（Serpent）是最古老也是流傳最廣的神話學符號之一，它與人類一些古老的儀式密不可分。

## 符號的意義

### 豐産與再生
許多宗教、神話和文學中，蛇很多時候都代表豐産或者創造生命的力量。因為蛇可以蛻皮，故而也成為再生、轉化、不朽和治愈的象徵。
在亞伯拉罕諸教中，蛇象徵著性慾。根據猶太教傳統，在伊甸園中的蛇確實是性慾的象徵。
在印度教中，昆達里尼是一條蜷曲的蛇，被認為是一種有形的生命力，是性力的來源。

### 守護
蛇也會被當做寺廟或者神聖地點的強有力的守護。

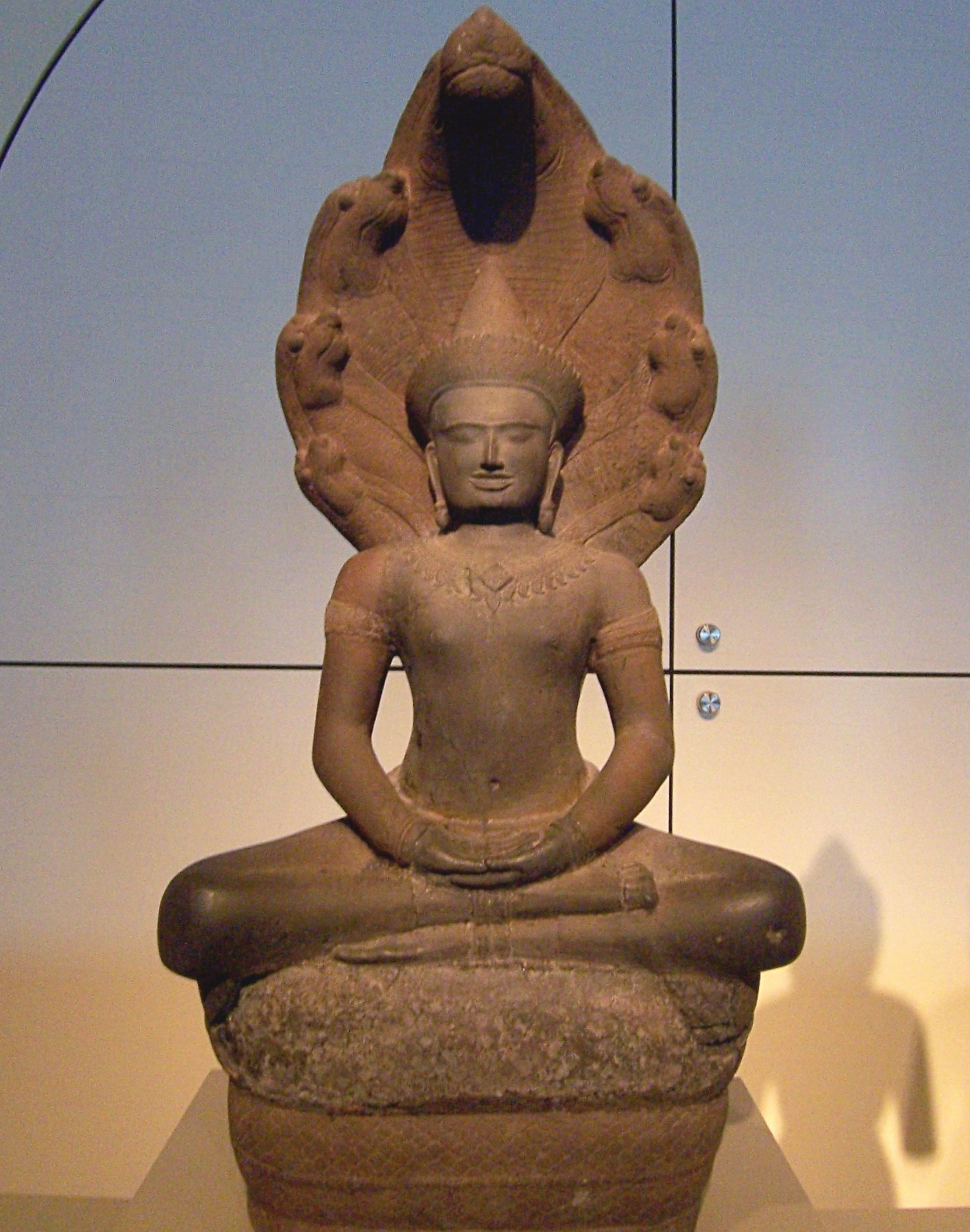
柬埔寨雕像，約1150年-1175年，描繪了佛陀和他背後的真鄰陀

在柬埔寨的吳哥，有許多代表著那伽的塑像被用作守衛寺廟和其他地點。一個12世紀的雕塑描繪了佛陀和他背後的真鄰陀，傳說佛陀開始在菩提樹下冥想靜坐時，天黯七日而有暴雨，於是真鄰陀從地底生出，守護在佛陀身邊。
美國革命中的加茲登旗上面有一個捲曲的美國西部響尾蛇和一行字「別踩我」。因為美國西部響尾蛇的攻擊性並不強，但要小心它的反擊力量，這面旗幟表明了美海軍最早的自衛戰略。

### 毒與醫
蛇與毒藥和醫療都有關係，蛇的毒液可以製成強有力的毒、藥甚至是長生不老藥，蛇因此被認為是一種神聖的動物，屬於克托尼俄斯。古希臘醫神阿斯克勒庇俄斯的阿斯克勒庇俄斯之杖被用作了現代醫學和救護服務的象徵。

### 報復與恨意
蛇的象徵也與報復、恨意等負面感情相關，這可能與毒蛇出其不意的襲擊和致命的毒液有關。

## 傳說中的蛇

### 龍
一些情況下，蛇和龍是可以互相取代的，因為它們擁有同樣的象徵意義。在德國神話中“serpent”（蛇，古高地德語：wurm）可以與“dragon”（龍，古高地德語：trahho）互換。在印度神話中通常將那伽描述為一種一頭或者多頭的類似巨大的蛇的生物，是天龍八部的一種，漢傳佛教通常將那伽翻譯為“龍”。

### 海蛇
海蛇是一種神秘動物學中的生物，例子有利維坦這樣的海怪以及尼斯湖水怪這樣的湖怪。

### 宇宙中的蛇
銜尾蛇是一個自古代流傳至今的符號，大致形象為一條蛇（或龍）正在吞食自己的尾巴，結果形成出一個圓環，是一種宇宙循環觀的精神體現。北歐神話中，耶夢加得是一條非常龐大的銜尾巨蛇，圍堵了整個人類世界。

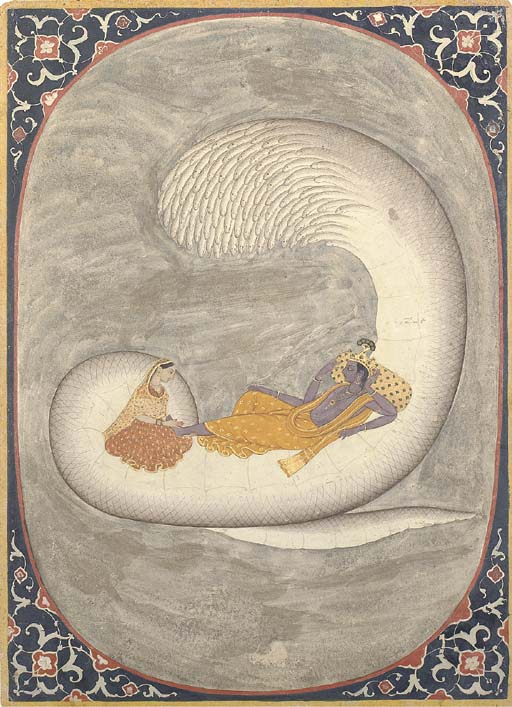
休息中的毗濕奴，吉祥天女在按摩他的腳

在印度神話中大蛇舍沙是毗濕奴的隨從，在眾天體系中的舍沙通常會被描繪成規模極為龐大的存在體，捲動著身軀，漂浮在宇宙之中。在《往世書》中，舍沙的眾多頭部主宰著宇宙中一切星體，支撐著大地，并不斷吟詠頌揚毗濕奴的歌聲。
阿茲特克神話中魁札爾科亞特爾的父親Mixcoatl被認為等同於銀河系、星星和諸天。
長蛇座代表著被阿波羅扔到天空中的大蛇或者海格力斯擊敗的九頭蛇。巨蛇座則是蛇夫馴服的巨蛇。

### 其他
一些神話中蛇會盤踞在生命樹下，希臘神話中拉冬盤踞在金蘋果樹下。同樣北歐神話中尼德霍格一直在噬咬世界之樹的樹根。

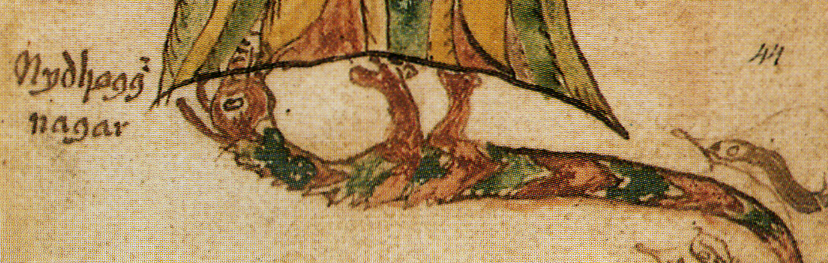
尼德霍格噬咬世界之樹的樹根，一份17世紀冰島手稿的插畫

有時候生命樹會以棍子的形式表現出來，例如赫爾墨斯的商神杖、阿斯克勒庇俄斯的阿斯克勒庇俄斯之杖等。已知最古老的雙蛇杖是蘇美爾人宗教中的神祇Ningizzida。它被認為擁有治愈能力和魔法，是吉爾伽美什的祖先。
歐洲神話中的巴西利斯克是眾蛇之王。

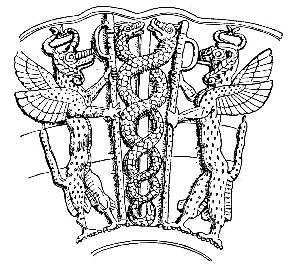
蘇美爾人的神Ningizzida，歷史可以追溯到公元前2000年

在古埃及，奈赫布考是一條守衛著地下世界入口的雙頭蛇神，常被認為是蛇神雷內努特之子。在埃及神話中，女神瓦吉特的形象乃蛇首人身，有時或單以蛇的形象出現。
阿茲特克神話中有魁札爾科亞特爾，屬於羽蛇神的一種。
彩虹蛇是澳大利亞土著神話中的生物。